# خواکین اورکیاگا
خواکین اورکیاگا (انگلیسی: Joaquín Urquiaga; ۲۹ مارس ۱۹۱۰ – ۲۸ ژوئیهٔ ۱۹۶۵) بازیکن فوتبال اهل اسپانیا بود.
از باشگاه‌هایی که در آن بازی کرده‌است می‌توان به باشگاه فوتبال رئال بتیس اشاره کرد.